# Candida trypodendri
Candida trypodendri är en svampart som beskrevs av Kurtzman & Robnett 1998. Candida trypodendri ingår i släktet Candida, ordningen Saccharomycetales, klassen Saccharomycetes, divisionen sporsäcksvampar och riket svampar.   Inga underarter finns listade i Catalogue of Life.